# Mr. Fantastic
Mr. Fantastic, vagy Nyíl, valódi nevén dr. Reed Richards egy kitalált szereplő, szuperhős a Marvel Comics képregényeiben. A kitalált szereplőt Stan Lee és Jack Kirby alkotta meg. Első megjelenése a Fantastic Four első számában volt 1961 novemberében a Fantasztikus Négyes nevű szuperhőscsapat alapító tagjaként.
Reed Richard szuperképességeit, akárcsak a Fantasztikus Négyes másik három alapító tagja, egy űrutazás során szerezte, mikor hajójukon kozmikus sugárzás hatolt át. Reed teste ennek hatására hihetetlenül elasztikussá és ellenállóvá vált. Mr. Fantastic a Fantasztikusok vezetője és Sue Stormnak, a Láthatatlannak a férje.
Különleges képességei mellett Reed Richard tudományos zseni a gépészet, a kémia, a fizika és még megannyi tudomány területén. Egyike a Marvel-univerzum legintelligensebb lényeinek. Állandó kutatásai miatt azonban gyakran elhanyagolja családját, és ez már nem egyszer családi konfliktushoz vezetett Reed és Sue között.
Mr. Fantastic szerepét az 1994-ben készült, de be nem mutatott Fantasztikus Négyes című filmben Roger Corman alakította. Több mint tíz évvel később, a 2005-ös Fantasztikus Négyes filmben és annak folytatásában Reed Richards szerepét Ioan Gruffudd játszotta. Újabb tíz évvel később, a 2015-ös Fantasztikus négyes című filmben a szerepet Miles Teller játszotta. A Marvel-moziverzumon (Marvel Cinematic Universe) belül, a 2022-es Doctor Strange az őrület multiverzumában című filmben John Krasinski játszotta el, mint az Illuminátus tagja. 